# Pukchang
Pukchang (Hán Việt: Bắc Thương) là một huyện của tỉnh Pyongan Nam tại Cộng hòa Dân chủ Nhân dân Triều Tiên. Huyện giáp với Tokchon ở phía bắc, với Maengsan ở phía đông, với Sinyang và Songchon ở phía đông nam, với Unsan và Sunchon lần lượt ở phía nam và tây nam, với Taechon và Tukchang ở phía tây bắc. Năm 2008, dân số toàn huyện Onchon là 139.498 người (66.412 nam và 73.086 nữ), trong đó, dân cư đô thị là 111.223 người (79,7%) còn dân cư nông thôn là 28.275 người (20,3%).
Huyện có nhà máy sản xuất điện năng lớn nhất đất nước với công suất 1600 MW. Trại giam số 18 nằm trên địa bàn phía tây huyện, ven sông Đại Đồng và được tin là có tới 50.000 phạm nhân làm việc tại mỏ than.